# Хетеротрофи
Хетеротрофи (грч. heteros=други, разни, различит и trophe=храна - који узима храну од других) или хетеротрофни организми су они организми који немају способност да сами (попут аутотрофа) стварају храну (органску материју) од неорганске материје, већ је морају узимати готову из природе, односно морају се ослонити на органски извор угљеника који је настао као део другог живог организма. Хетеротрофи зависе или директно или индиректно од за хранљивих материја аутотрофа.
У еколошком смислу, хетеротрофи су они организми који се у ланцу исхране хране другим организмима и директно или индиректно зависе од аутотрофа.

## Подела
У хетеротрофне организме спадају:
- све животиње, осим малога броја праживотиња,
- гљиве,
- неке биљке, готово по правилу најниже биљне врсте које немају хлорофил, а самим тим ни способност да стварају органску материју из неорганске,[1]

Међу хетеротрофима издвајају се:
- сапротрофи (сапрофити), у које спада већина бактерија и гљива, а који органске материје узимају од угинулих биљака или животиња и паразити, у које спадају бактерије, гљиве, лишајеви и неке скривеносеменице, а који органске материје узимају од живих организама, односно њихових ћелија.[4]

Организам је хетеротроф ако добија угљеник из органских једињења, али ако из органских једињења добија азот, али не и енергију, и даље се сматра аутотрофом. Такве су на пример биљке месождерке.
Организми који добијају угљеник из органских једињења такође могу бити:
- фотохетеротрофи, организми чија енергија зависи углавном од светлости, а потребне количине угљеника добијају углавном од органских једињења у свом окружењу. У ову групу спадају неке врсте бактерија;[6]
- хемохетеротрофи, организми који добијају енергију кроз хемијске процесе.[7]